# خالد النوري
خالد النوري، رجل قانون وسياسي تونسي من مواليد 31 مارس 1976 بسوسة، يشغل منصب وزير الداخلية منذ 25 مايو 2024 في حكومة كمال المدوري.

## السيرة
شغل خالد النوري منصب مستشار عام بنزاعات الدولة بخطة مدير عام إدارة مركزية وهو متحصل على شهادة الأستاذية في الحقوق اختصاص قانون خاص من كلية الحقوق والعلوم الإقتصادية والسياسية بسوسة ومتحصل على شهادة ختم الدروس بالمعهد الأعلى للقضاء ومتحصل أيضا على شهادة الكفاءة لمهنة المحاماة.
عُين بعد ذلك واليا على أريانة منذ 8 جوان 2022 إلى 25 ماي 2024 تاريخ تعيينه وزيرا للداخلية.
مساء السبت 25 ماي، قرر رئيس الجمهورية قيس سعيد تعيينه وزيرًا للداخلية في إطار تحوير جزئي للحكومة، خلفًا لكمال لفقي الذي تمت اقالته.